# Rzeczniówek
Rzeczniówek – wieś sołecka w Polsce położona w województwie mazowieckim, w powiecie lipskim, w gminie Rzeczniów.
| SIMC    | Nazwa   | Rodzaj    |
| ------- | ------- | --------- |
| 0635856 | Zagrody | część wsi |

W latach 1975–1998 miejscowość administracyjnie należała do województwa radomskiego.
We wsi urodził się ekonomista Konrad Bajan.
Wierni Kościoła rzymskokatolickiego należą do parafii św. Restytuta i Niepokalanego Poczęcia Najświętszej Maryi Panny w Rzeczniowie.